# Obsesia (roman)
Obsesia este al cincilea roman din seria Casa Nopții scrisă de P.C. Cast și Kristin Cast. Cartea a fost tradusă și publicată pentru prima dată în România de editura Litera.
Blocați în tunelurile din Tulsa, Zoey și prietenii ei trebuie să gândească o cale de a ține piept unor forțe malefice care amenință să-i nimicească pe toți. Îngerul căzut Kalona, consortul Marii Preotese, își folosește puterile pentru a-i strânge sub vraja sa pe novicii și pe profesorii din Casa Nopții.

## Rezumat

Prima ediţie în limba românǎ

Stevie Rae se transformǎ prima într-un vampiri adult și devine Marea Preoteasǎ a celorlalți inițiați în absența altcuiva.
Zoey este atacată de un Imitator de Corbi și Darius hotǎrǎște că aceasta trebuie adusă la Casa Nopții pentru a putea fi în prezența mai multor vampiri adulți și a unei tǎmǎduitoare, deoarece altfel ar muri.
La școalǎ Zoey îl reîntâlnește pe Stark din nou și-l convinge să se întoarcǎ spre luminǎ. Acesta îi oferǎ loialitatea lui și se schimbǎ într-un vampir matur. Cu ajutorul Lenobiei, Anastasiei și al lui Dragon Lankford Zoey și prietenii ei organizeazǎ evadarea și reușesc dar consoarta profesorului Dragon Lankford este omorâtǎ pe parcurs de Rephaim.
Aceștia pornesc spre o mǎnǎstire izolatǎ unde reunesc elementele versurilor profetice ale Kramishei, o inițiatǎ roșie, și fac o vrajǎ care-i alungǎ pe Neferet și Kalona.

## Personaje
- Zoey Redbird
- Nyx
- Erik Night
- Stevie Rae
- Neferet
- Heath Luck
- Afrodita
- Kalona
- Sylvia Redbird
- Darius - consortul Afroditei

## Primire
Cartea a fost bine primitǎ de critici și de public, cu un scor de 4.01/5 pe Goodreads, pe baza a 37,152 recenzii.